# Die Simpsons/Staffel 2
Die zweite Staffel der US-amerikanischen Zeichentrickserie Die Simpsons wurde erstmals vom 11. Oktober 1990 bis zum 11. Juli 1991 auf dem US-amerikanischen Sender Fox gesendet. Die deutschsprachige Free-TV-Erstausstrahlung sendete das ZDF vom 20. Dezember 1991 bis zum 19. Juni 1992.

## Figuren
| Figur                          | Originalsprecher | Synchronsprecher   |
| ------------------------------ | ---------------- | ------------------ |
| Homer Simpson                  | Dan Castellaneta | Norbert Gastell    |
| Marge Simpson                  | Julie Kavner     | Elisabeth Volkmann |
| Bart Simpson                   | Nancy Cartwright | Sandra Schwittau   |
| Lisa Simpson                   | Yeardley Smith   | Sabine Bohlmann    |
| Maggie Simpson                 | Nancy Cartwright | Sabine Bohlmann    |
| ► Synchronisation der Simpsons |                  |                    |

## Entwicklung und Produktion
Ursprünglich war die Episode Frische Fische mit drei Augen als erste der zweiten Staffel geplant, jedoch entschieden die Produzenten – aufgrund der zu der Zeit hohen Popularität von Bart Simpson – dass man eher eine Folge mit Bart im Mittelpunkt nehme; so wurde die Folge Der Musterschüler als Staffelpremiere benutzt, Frische Fische mit drei Augen wurde an die vierte Stelle versetzt. Für die zweite Staffel wurde der Vorspann abgeändert; anstatt einer Länge von 1 Minute und 30 Sekunden wurde die überarbeitete Version um 15 Sekunden verkürzt. Um den Produzenten der Serie noch mehr Spielraum zu schaffen, wurden im Laufe der Staffel drei verschiedene Eröffnungssequenzen gezeigt: Die erste Version dauert 1 Minute und 15 Sekunden, die zweite 45 Sekunden und die dritte nur noch 15 Sekunden. Produziert wurde die zweite Staffel – wie auch die erste und dritte – von der amerikanischen Produktionsfirma Klasky Csupo.
In dieser Staffel wurden viele wiederkehrende Figuren eingeführt, von denen viele auch heute noch in der Serie auftauchen. Dazu zählen Joseph Quimby, Kang und Kodos, Maude Flanders, Bill und Marty, Julius Hibbert, Roger Meyers Junior, Tingeltangel-Mel, Lionel Hutz, Dr. Nick Riviera, Rainier Wolfcastle, Troy McClure, William MacMoran, Hans Maulwurf, Professor Frink und Comicbuchverkäufer.

## Episoden
| Nr. (ges.) | Nr. (St.) | Deutscher Titel                   | Originaltitel                                         | Erstausstrahlung (USA) | Deutschsprachige Erstausstrahlung (D) | Regie                                    | Drehbuch                                                                      | Prodc. |
| --- | --------- | --------------------------------- | ----------------------------------------------------- | ---------------------- | ------------------------------------- | ---------------------------------------- | ----------------------------------------------------------------------------- | ------ |
| 14 | 1         | Der Musterschüler                 | Bart Gets an "F"                                      | 11. Okt. 1990          | 20. Dez. 1991                         | David Silverman                          | David M. Stern                                                                | 7F03   |
| Aus Angst, die vierte Klasse wiederholen zu müssen, geht Bart mit dem Klassenprimus Martin Prince einen Handel ein: Martin soll Bart klüger und Bart soll Martin beliebter machen. Doch nach einiger Zeit bricht Martin den Pakt, und so bittet Bart in seiner Verzweiflung Gott um Hilfe. Als am nächsten Tag wegen eines Schneesturms die Schule ausfällt, lernt Bart für den anstehenden Test im Fach Geschichte. Er fällt zunächst durch, doch seine Lehrerin lässt ihn durch das Vergeben von Extrapunkten schließlich doch bestehen, da er etwas aus dem Geschichtsbuch weiß und somit beweisen kann, dass er eigentlich gelernt hat. Besonderheit: neuer Vorspann |           |                                   |                                                       |                        |                                       |                                          |                                                                               |        |
| 15 | 2         | Karriere mit Köpfchen             | Simpson and Delilah                                   | 18. Okt. 1990          | 10. Jan. 1992                         | Rich Moore                               | Jon Vitti                                                                     | 7F02   |
| Homer besorgt sich auf Kosten der Krankenversicherung des Kernkraftwerkes ein neues Haarwuchsmittel namens Dimoxinil. Durch sein neues, jugendliches Aussehen wird er am nächsten Tag befördert. Smithers, der neidisch wird, entdeckt Homers Ausgaben für Haarwuchsmittel. Bevor Smithers Homer gerade feuern will, nimmt Homers neuer Sekretär namens Karl die Schuld auf sich. Dennoch wird Homers neue Karriere beendet, da Bart das Haarwuchsmittel von Homer verschüttet. Nachdem seine Haare ausgefallen sind, muss er einen Vortrag halten, wird aber aufgrund seiner wenigen Haare nicht ernst genommen. Homer bekommt schließlich seinen alten Job im Sektor 7G zurück. Gaststar: Harvey Fierstein |           |                                   |                                                       |                        |                                       |                                          |                                                                               |        |
| 16 | 3         | Horror frei Haus                  | Treehouse of Horror                                   | 25. Okt. 1990          | 17. Jan. 1992                         | Wes Archer, Rich Moore & David Silverman | Jay Kogen, Wallace Wolodarsky, John Swartzwelder, Edgar Allan Poe & Sam Simon | 7F04   |
| Bart und Lisa erzählen sich im Baumhaus drei Halloween-Geschichten: 1. Haus der bösen Träume – Die Familie zieht in ein verfluchtes Haus, das sie dazu bringt sich gegenseitig umbringen zu wollen. Als Marge dem Haus klarmacht, dass sie sich nicht abschrecken lassen, zerstört sich das Haus selbst. 2. Hungrig sind die Verdammten – Die Aliens Kodos und Kang beamen die Familie in ihr Raumschiff und versprechen ihnen ein großes Fest auf ihrem Heimatplaneten. Doch Lisa hat die Vermutung, dass die Familie zur Hauptspeise des Festes wird und schlägt Alarm. Ihre Vermutung stellt sich als falsch heraus, doch nun werden sie wegen des gebrochenen Vertrauens wieder bei ihnen Zuhause abgesetzt. 3. Der Rabe – Lisa erzählt Edgar Allan Poes Klassiker Der Rabe. In dieser Version stellt Bart den Raben namens Nimmermehr dar und Homer den Ich-Erzähler. Bart und Lisa finden die Geschichten überhaupt nicht gruselig, im Gegensatz zu Homer, welcher heimlich mithörte. Gaststar: James Earl Jones |           |                                   |                                                       |                        |                                       |                                          |                                                                               |        |
| 17 | 4         | Frische Fische mit drei Augen     | Two Cars in Every Garage and Three Eyes on Every Fish | 1. Nov. 1990           | 24. Jan. 1992                         | Wes Archer                               | Sam Simon & John Swartzwelder                                                 | 7F01   |
| Bart angelt einen dreiäugigen Fisch und verursacht dadurch eine Kontrolle der Umweltinspektoren im Kraftwerk. Um die hohen Geldstrafen nicht bezahlen zu müssen, entscheidet sich Mr. Burns als Gouverneur zu kandidieren. Auch die Simpsons sollen als Wiedergutmachung seinen Wahlkampf mit einem Abendessen mit vorbereiteten Fragen unterstützen. Marge serviert jedoch vor den laufenden Kameras einen dreiäugigen Fisch, den Mr. Burns nicht runterschlucken kann, und beendet damit seinen Wahlkampf. |           |                                   |                                                       |                        |                                       |                                          |                                                                               |        |
| 18 | 5         | Das Maskottchen                   | Dancin’ Homer                                         | 8. Nov. 1990           | 31. Jan. 1992                         | Mark Kirkland                            | Ken Levine & David Isaacs                                                     | 7F05   |
| Homer wird das Maskottchen des lokalen Baseball-Teams, den Springfield Isotopes. Durch seinen Einsatz, das Publikum zu motivieren, gewinnt das Team. Homer bekommt ein Angebot, im Stadion von Capital City aufzutreten. Dort ist das Publikum nicht so einfach zu beeindrucken, so dass Homer und die Familie wieder zurückkehren müssen. Gaststars: Tom Poston und Tony Bennett |           |                                   |                                                       |                        |                                       |                                          |                                                                               |        |
| 19 | 6         | Der Wettkampf                     | Dead Putting Society                                  | 15. Nov. 1990          | 7. Feb. 1992                          | Rich Moore                               | Jeff Martin                                                                   | 7F08   |
| Die Rivalität zwischen Homer und Ned Flanders führt zu einer Wette. Bart und Todd Flanders sollen beim Minigolf einen Wettbewerb austragen. Dank Lisas Unterstützung beim Training gelingt es Bart gegen den erfahreneren Todd ein Unentschieden zu erreichen. Da keines der beiden Kinder gewonnen hat, müssen daher beide Männer den Wetteinsatz leisten und im Sonntagskleid der Ehefrau Rasenmähen. |           |                                   |                                                       |                        |                                       |                                          |                                                                               |        |
| 20 | 7         | Bart bleibt hart                  | Bart vs. Thanksgiving                                 | 22. Nov. 1990          | 14. Feb. 1992                         | David Silverman                          | George Meyer                                                                  | 7F07   |
| Nachdem Bart einen Tafelaufsatz von Lisa beim Erntedankfest aus Versehen verbrannt hat und es nicht einsehen will, sich zu entschuldigen, läuft er von zu Hause fort. Doch schon bald kehrt er zurück nach Hause, traut sich aber nicht ins Haus. Als er mitbekommt, dass Lisa weint, kommt es zu einer Aussprache unter vier Augen und er bittet um Entschuldigung. Dies bekommen die Eltern dennoch mit und so kann das Fest nachgeholt werden. |           |                                   |                                                       |                        |                                       |                                          |                                                                               |        |
| 21 | 8         | Der Teufelssprung                 | Bart the Daredevil                                    | 6. Dez. 1990           | 28. Feb. 1992                         | Wes Archer                               | Jay Kogen & Wallace Wolodarsky                                                | 7F06   |
| Beeindruckt durch einen Stuntman beim Demolition Derby, testet Bart immer schwierigere Versuche auf seinem Skateboard. Appelle von Dr. Hibbert und seitens Homer bleiben wirkungslos: Bart kündigt einen Sprung über eine große Schlucht an. In letzter Sekunde vor seinem Sprung kann Homer Bart davon abhalten. Homer führt den Sprung selbst durch, damit Bart erkennt, wie es ist, um jemanden Angst zu haben. Der Sprung misslingt jedoch und Homer landet im Krankenhaus. |           |                                   |                                                       |                        |                                       |                                          |                                                                               |        |
| 22 | 9         | Das Fernsehen ist an allem schuld | Itchy & Scratchy & Marge                              | 20. Dez. 1990          | 8. Mai 1992                           | Jim Reardon                              | John Swartzwelder                                                             | 7F09   |
| Marge startet eine Kampagne gegen Gewalt in der Serie Itchy & Scratchy, nachdem Maggie Homer mit einem Holzhammer k. o. schlug. Marges Kampagne mit der Unterstützung anderer Frauen aus Springfield hat Erfolg. Itchy & Scratchy wird entschärft, was bei den meisten Zuschauern nicht gut ankommt. Als Michelangelos David in Springfield ausgestellt werden soll, ist die Aktivistengruppe auch dagegen, weil die Statue einen nackten Menschen darstellt. Marge, die im Gegensatz zu der Aktivistengruppe in der Statue ein Kulturgut sieht, erkennt, dass es inkonsequent ist, eine Form der Kunst abzulehnen die andere jedoch nicht. Sie gibt ihren Protest auf und Itchy & Scratchy wird wieder in der ursprünglichen Form ausgestrahlt. Gaststar: Alex Rocco |           |                                   |                                                       |                        |                                       |                                          |                                                                               |        |
| 23 | 10        | Bart kommt unter die Räder        | Bart Gets Hit by a Car                                | 10. Jan. 1991          | 6. März 1992                          | Mark Kirkland                            | John Swartzwelder                                                             | 7F10   |
| Als Mr. Burns Bart mit seinem Auto anfährt, überredet der Rechtsanwalt Lionel Hutz Homer dazu, mit Barts Verletzungen zu übertreiben, um Mr. Burns auf 1 Mio. Dollar zu verklagen – wovon Hutz 50 % erhalten sollte, nachdem Burns Homer einen Scheck von 100 $ anbietet. Während des Prozesses bietet Mr. Burns eine Zahlung von 500.000 $ an. Homer, der mehr will, lehnt ab. Nach Marges ehrlicherer Aussage, als jener von Bart und Homer, scheitert der Prozess. Homer zweifelt zunächst an seiner Liebe zu Marge, kann ihr aber verzeihen. Gaststar: Phil Hartman |           |                                   |                                                       |                        |                                       |                                          |                                                                               |        |
| 24 | 11        | Die 24-Stunden-Frist              | One Fish, Two Fish, Blowfish, Blue Fish               | 24. Jan. 1991          | 13. März 1992                         | Wes Archer                               | Nell Scovell                                                                  | 7F11   |
| Homer hat laut Dr. Hibbert nur noch 24 Stunden zu leben, nachdem er im lokalen Sushi-Restaurant schlecht zubereiteten Fugu gegessen hat. Er stellt eine Liste mit Dingen auf, die er noch erledigen will, die er aber nicht ganz abarbeiten kann. Am Ende des Tages setzt er sich in ein Sessel und hört sich die Bibel auf Band an. Am nächsten Morgen findet Marge ihn schlafend, und lebend, vor. Gaststars: Larry King und George Takei |           |                                   |                                                       |                        |                                       |                                          |                                                                               |        |
| 25 | 12        | Wie alles begann                  | The Way We Was                                        | 31. Jan. 1991          | 20. März 1992                         | David Silverman                          | Al Jean, Mike Reiss & Sam Simon                                               | 7F12   |
| Die Simpsons sitzen gemütlich beim Fernsehen zusammen, als dieser plötzlich den Geist aufgibt. Homer versucht vergeblich, ihn zu reparieren. Für die Familienmitglieder eine Katastrophe, nur Marge findet das gar nicht so schlimm. Sie erinnert sich an früher, als sie noch keine Flimmerkiste hatten. Gegen den Protest von Bart erzählt sie die Geschichte, wie sie Homer auf der High School beim Nachsitzen kennenlernte. Homer bietet mit Arti einen Konkurrenzkampf im Debattierklub und um Marge. Homer gibt Marge vor, Nachhilfe in Französisch zu gebrauchen, um schließlich Marge um ein Date zu bitten, was Empörung bei ihr auslöst. Marge findet mit Arti einen neuen Begleiter zum Abschlussball, wo beide zum Königspaar gewählt werden. Nach einigen Verwicklungen werden Homer und Marge dennoch ein Paar. Gaststar: Jon Lovitz |           |                                   |                                                       |                        |                                       |                                          |                                                                               |        |
| 26 | 13        | Das achte Gebot                   | Homer vs. Lisa and the 8th Commandment                | 7. Feb. 1991           | 27. März 1992                         | Rich Moore                               | Steve Pepoon                                                                  | 7F13   |
| Weil in ein paar Tagen ein wichtiger Boxkampf stattfindet, lässt sich Homer illegal einen Kabelanschluss legen. Die Familie ist zunächst erfreut darüber, doch als erste hat Marge ein schlechtes Gefühl dabei. Inzwischen nehmen Bart und Lisa in der Sonntagsschule die zehn Gebote durch. Sie lernen, dass bei einem Verstoß dagegen die Hölle droht. Bart freut sich schon darauf, aber Lisa ist gar nicht wohl bei der Sache, auch Pfarrer bestätigt ihr, dass es sich dabei um Diebstahl handelt. Sämtliche Bewohner erscheinen bei den Simpsons, um den Kampf anzusehen. Nachdem die Simpsons selbst den Kampf nicht mitverfolgt haben, entfernt Homer schließlich den Kabelanschluss. Gaststar: Phil Hartman |           |                                   |                                                       |                        |                                       |                                          |                                                                               |        |
| 27 | 14        | Der Heiratskandidat               | Principal Charming                                    | 14. Feb. 1991          | 3. Apr. 1992                          | Mark Kirkland                            | David M. Stern                                                                | 7F15   |
| Marges Schwester Selma kommt zu Besuch. Sie erzählt Marge, dass sie einen Mann sucht. Homer, der Marge einen Gefallen schuldet, wird beauftragt, einen geeigneten Ehemann zu finden. Als er in die Schule zum Direktor gerufen wird, weil Bart einen Streich gespielt hat, ist dies für Homer ausnahmsweise ein Glücksfall: Rektor Skinner wäre der ideale Mann für Selma. Homer lädt Skinner zum Abendessen ein. Doch dort hat Skinner nur Augen für Selmas Zwillingsschwester Patty; diese ist allerdings lesbisch. Skinner ist verliebt und lässt einige Streiche von Bart ungestraft durchgehen. Nach einigen Dates macht Skinner einen Heiratsantrag an Patty, jedoch erfolglos. |           |                                   |                                                       |                        |                                       |                                          |                                                                               |        |
| 28 | 15        | Ein Bruder für Homer              | Oh Brother, Where Art Thou?                           | 21. Feb. 1991          | 10. Apr. 1992                         | Wes Archer                               | Jeff Martin                                                                   | 7F16   |
| Homers Vater verrät seinem Sohn ein Geheimnis: Homer hat einen unehelichen Halbbruder. Homer macht sich auf die Suche nach dem Bruder, den sein Vater in einem Waisenhaus abgegeben und von dem er nie wieder gehört hat. Und Homer hat Erfolg: Er findet den Verwandten in Detroit, und die Simpsons machen sich auf den Weg. Der Halbbruder namens Herbert Powel entpuppt sich als ein erfolgreicher Geschäftsführer eines PKW-Herstellers. Herb ist zwar schlanker und intelligenter als Homer, jedoch fühlt er sich einsam und verlassen und beneidet Homer um seine Familie. Nachdem er Homer mit der Entwicklung eines Autos beauftragt, geht seine Firma bankrott. Gaststar: Danny DeVito |           |                                   |                                                       |                        |                                       |                                          |                                                                               |        |
| 29 | 16        | Betragen mangelhaft               | Bart’s Dog Gets an F                                  | 7. März 1991           | 24. Apr. 1992                         | Jim Reardon                              | Jon Vitti                                                                     | 7F14   |
| Der Simpson-Hund Knecht Ruprecht, der eigentlich Bart gehört, entwickelt sich mehr und mehr zu einer Plage: Er macht alles kaputt, randaliert im Garten und frisst alles, was nicht niet- und nagelfest ist. Marge und Homer beschließen, den Hund wegzugeben. Schließlich kann Bart sie breitschlagen. Knecht Ruprecht erhält noch eine Chance: Er muss sich in einer Hundeschule einem Erziehungslehrgang unterwerfen, was zunächst kaum gewünschte Erfolge bringt. Schließlich kann Knecht Ruprecht doch die Worte von Bart verstehen und ihnen Folge leisten. Gaststar: Tracey Ullman |           |                                   |                                                       |                        |                                       |                                          |                                                                               |        |
| 30 | 17        | Die Erbschaft                     | Old Money                                             | 28. März 1991          | 22. Mai 1992                          | David Silverman                          | Jay Kogen & Wallace Wolodarsky                                                | 7F17   |
| Opa Simpson hat im Altenheim eine Verehrerin gefunden. Ausgerechnet an deren Geburtstag entführt Homer seinen Vater auf eine Safari. Als Opa Simpson am nächsten Tag ins Altersheim zurückkommt, ist Beatrice gestorben. Sie hat ihm 106.000 Dollar vermacht. Opa Simpson beschließt, das Geld einem guten Zweck zuzuführen. Jasper bringt Grandpa dazu, mit dem Geld zu einer Spielbank zu gehen. Dort gewinnt er auch zunächst, bis Homer erscheint und ihn vom Spielen abbringen kann. Grandpa investiert schließlich das Geld in das Altenheim. Gaststars: Audrey Meadows und Phil Hartman |           |                                   |                                                       |                        |                                       |                                          |                                                                               |        |
| 31 | 18        | Marges Meisterwerk                | Brush with Greatness                                  | 11. Apr. 1991          | 29. Mai 1992                          | Jim Reardon                              | Brian K. Roberts                                                              | 7F18   |
| Als Homer in einem Vergnügungspark namens Mt. Splashmore in der Wasserrutsche stecken bleibt, beginnt er, ernsthaft über eine Abmagerungskur nachzudenken. Währenddessen entdeckt Marge ihr Zeichentalent wieder. Ihr Porträt des rundlichen Homer gewinnt den ersten Preis der Kunstausstellung von Springfield. Doch dann erhält sie einen Auftrag für ein Porträt von Mr. Burns. Marge fällt es zunächst schwer, Burns zu malen. Am Tag der Ausstellung präsentiert Marge ein Porträt von Burns, auf dem er nackt zu sehen ist. Nach einer Erklärung von Marge, empfinden es die Betrachter dennoch als Meisterwerk. Gaststars: Jon Lovitz und Ringo Starr |           |                                   |                                                       |                        |                                       |                                          |                                                                               |        |
| 32 | 19        | Der Aushilfslehrer                | Lisa’s Substitute                                     | 25. Apr. 1991          | 12. Juni 1992                         | Rich Moore                               | Jon Vitti                                                                     | 7F19   |
| Lisas Klassenlehrerin Miss Hoover wird krank. Ihr Vertreter Mr. Bergstrom gewinnt mit seinen Lehrmethoden Lisas Zuneigung. Gerade als Lisa ihren Lieblingslehrer zum Abendessen nach Hause einladen will, kommt Miss Hoover wieder zurück. In der Zwischenzeit hat Bart ein Problem: Er tritt bei der Klassensprecherwahl gegen den Streber Martin an. Alle sind für Bart, vergessen aber, ihm ihre Stimme zu geben. Gaststar: Dustin Hoffman |           |                                   |                                                       |                        |                                       |                                          |                                                                               |        |
| 33 | 20        | Kampf dem Ehekrieg                | The War of the Simpsons                               | 2. Mai 1991            | 31. Dez. 1991                         | Mark Kirkland                            | John Swartzwelder                                                             | 7F20   |
| Eine Party bei den Simpsons, und Homer schaut zu tief ins Glas. Er grölt herum und guckt der Ehefrau von Flanders sogar in den Ausschnitt. Marge findet das gar nicht gut. Nach dem Gottesdienst in der Springfielder Kirche meldet sich Marge mit Homer auf der Stelle zu einem Eheberatungswochenende bei Reverend Lovejoy an, welches am Katzenfischsee stattfindet. Die Beratung wird jedoch zu einer Generalanklage gegen Homer. Homer stiehlt sich am nächsten Morgen davon und geht angeln. Er fängt einen Riesenfisch, bei dem es sich um „General Sherman“, den angeblich größten Wels der Welt handelt, und zieht diesen ins Boot. Um die Liebe von Marge zurückzugewinnen, wirft er den Fisch jedoch wieder in den See. Währenddessen passt Grandpa auf die Kinder auf, welche zuhause eine Party veranstalten. |           |                                   |                                                       |                        |                                       |                                          |                                                                               |        |
| 34 | 21        | Drei Freunde und ein Comic-Heft   | Three Men and a Comic Book                            | 9. Mai 1991            | 15. Mai 1992                          | Wes Archer                               | Jeff Martin                                                                   | 7F21   |
| Auf einer Comic-Ausstellung entdeckt Bart ein Heft, das er unbedingt haben möchte: die Erstausgabe von Radioactive Man. Bart würde sein gesamtes Barvermögen von dreißig Dollar investieren, doch der Händler verlangt 100 Dollar für das Heft. Der Rat von Marge: Bart soll einen Job annehmen. Weil man mit Arbeit nicht reich wird, legen er, Milhouse und Martin zusammen. Es entstehen schließlich Uneinigkeiten, wem das Heft nun gehöre. Nachdem das Comicheft während eines Gewitters aus dem Baumhaus fliegt, wird es vom Hund Knecht Ruprecht zerfetzt. Die Kinder vertragen sich schließlich wieder. Gaststars: Cloris Leachman und Daniel Stern |           |                                   |                                                       |                        |                                       |                                          |                                                                               |        |
| 35 | 22        | Der Lebensretter                  | Blood Feud                                            | 11. Juli 1991          | 19. Juni 1992                         | David Silverman                          | George Meyer                                                                  | 7F22   |
| Homers Chef Mr. Burns geht es ziemlich schlecht: Er leidet an Blutarmut und braucht dringend eine Bluttransfusion. Leider hat er die äußerst seltene Blutgruppe Null-Null-Negativ. Und dafür ist weit und breit kein Blutspender aufzutreiben, nur Bart hat die richtige Blutgruppe. So wird Bart zum Lebensretter des großen Mr. Burns. Homer sieht das Dankeschön in Form von Geldbündeln auf die Familie zukommen, stattdessen bekommen sie lediglich eine Karte. Als Reaktion bekommt Burns einen beleidigenden Brief zugeschickt. Burns schenkt den Simpsons später einen menschengroßen Riesenschädel, worüber sie sich auch nicht wirklich freuen. |           |                                   |                                                       |                        |                                       |                                          |                                                                               |        |

## Rezeption

### Kritik
„In der zweiten Staffel der überaus erfolgreichen gelben Zeichentrickserie „Die Simpsons“ fällt vor allem eines ganz schnell auf: der Ton. Die Dialoge werden schärfer, die Schimpfnamen härter, was den erwachsenen Fans mit Sicherheit am meisten gefallen wird. Überhaupt kommt in diesem zweiten Jahr deutlich heraus, für wen „Die Simpsons“ wirklich nicht erschaffen wurden: für Kinder. Dafür ist alles zu interpretierbar, zu gesellschaftskritisch und auch zu hart.
Die deutschen Stimmen machen wieder durchweg Spaß. Vor allem Marge, die von der wunderbaren Elisabeth Volkmann gesprochen wird, überzeugt durch durchweg eindrucksvolle Einfälle.
Auch die Inszenierung ist eine deutliche Verbesserung gegenüber der noch sehr weich gezeichneten ersten Staffel. „Die Simpsons“ wirken frischer, neuer, dynamischer und auch zeitgemäßer. Wer dieser Familie in der ersten Staffel auf den Leim ging, der wird auch in Jahr zwei an ihr kleben bleiben. Gelbes Kultfernsehen eben.“

### Auszeichnungen
Die Episode Das achte Gebot wurde mit einem Emmy in der Kategorie Outstanding Animated Program (For Programming Less Than One Hour) ausgezeichnet. Ebenfalls erhielt die Folge eine Nominierung in der Kategorie Outstanding Sound Mixing for a Comedy Series or a Special.

## DVD-Veröffentlichung
Die komplette zweite Staffel wurde als DVD-Box von 20th Century Fox in den Vereinigten Staaten am 6. August 2002 veröffentlicht, also über zehn Jahre nach Ende der Erstausstrahlung im Fernsehen. In Deutschland und Österreich war die Box schon ab dem 6. Juni 2002 im Handel erhältlich. Neben allen Episoden enthält die DVD Bonusmaterial wie Kommentare zu jeder Episode.

## Trivia
- Zu Beginn der Staffel benutzt Bart zum ersten Mal seinen Ausruf „Cowabunga!“
- Dimoxinil ist offensichtlich ein Anagramm des Haarwuchsmittels Minoxidil